# Регаццо, Лоренцо
Лоренцо Регаццо (итал. Lorenzo Regazzo, Венеция) — итальянский оперный певец (бас, бас-баритон)

## Биография
Родился в Венеции. После окончания консерватории по фортепиано, вокалу и дирижированию хором, учился у Сесто Брускантини и Регины Резник. Пел во многих крупных театрах Европы, а также в Японии и США. Многократно участвовал в фестивалях, таких как фестиваль Россини в Пезаро (где также дебютировал) и моцартовский фестиваль в Зальцбурге.
Признание
Критика отмечает виртуозную технику колоратуры этого певца, красоту тембра и актёрский талант. Он получил мировую известность за исполнение репертуара барокко, классического периода и бельканто.
Его дискография включает в себя Свадьбу Фигаро (с Рене Якобсом), получившую «Грэмми» в категории «Лучшая оперная запись»; два сольных альбома: Chante Venise и Arie per Basso (Naïve; с Ринальдо Алессандрини) оба из которых принесли ему «Золотых Орфеев» в категории Лучший Исполнитель.

## Дискография

### CD
- L’Italiana in Algeri, Россини (2010, живая запись, Вильдбадский фестиваль 2008) роль Мустафы.
 дирижёр Альберто Дзедда: Marianna Pizzolato, Lorenzo Regazzo, Lawrence Brownlee, Bruno De Simone, Giulio Mastrototaro; Naxos
- Handel: Arie per basso, Гендель (2009) сольный альбом, дирижёр Ринальдо Алессандрини: Lorenzo Regazzo, Concerto Italiano; Opus111
- La fida ninfa, Вивальди (2008) роль Оральто.
 дирижёр Жан-Кристоф Спинози: Veronica Cangemi, Sandrine Piau, Marie Nicole Lemieux, Lorenzo Regazzo, Philippe Jaroussky, Topi Lehtipuu, Sara Mingardo, Christian Senn; Ensemble Matheus; Naïve
- Don Giovanni, Моцарт (2007) роль Лепорелло.
 дирижёр Рене Якобс: Johannes Weisser, Lorenzo Regazzo, Alexandrina Pendatchanska, Olga Pasichnyk, Tarver, Im, Guerzoni, Borchev; Freiburger Barockorchester; Harmonia Mundi
- Mosè in Egitto, Россини (2007, живая запись, Вильдбадский фестиваль 2006) роль Моисея.
 дирижёр Антонио Фолиани: Regazzo, Amou, Gierlach, Adami, Bevacqua, Trucco; Wurttemberg Philharmonic; Naxos
- Vivaldi: Arie per basso (2006) сольный альбом, дирижёр Ринальдо Алессандрини: Lorenzo Regazzo, Concerto Italiano; Opus111
- L’Inganno Felice, Россини (2008, живая запись Вильдбадский фестиваль 2005) роль Таработто. 
 дирижёр Альберто Дзедда: Kenneth Tarver, Corinna Mologni, Lorenzo Regazzo, Marco Vinco, Simon Bailey; Czech Chamber Soloists; Naxos
- Le Style Classique: The First Viennese School (2005, сборник). Antonio Abete, Cornelius Hauptmann, Lorenzo Regazzo, Simon Keenlyside; Harmonia Mundi
- The Finest Sacred & Secular Arias from 1600 to 1800 (2004, сборник). Lorenzo Regazzo, Marcello Lippi, Maurice Bevan, Nicolas Rivenq, Simon Keenlyside; Harmonia Mundi
- Orlando furioso, Вивальди (2004) роль Астольфо. 
 дирижёр Жан-Кристоф Спинози: Marie-Nicole Lemieux, Jennifer Larmore, Veronica Cangemi, Philippe Jaroussky, Lorenzo Regazzo; Ensemble Matheus; Opus111
- Le nozze di Figaro, Моцарт (2004) роль Фигаро. 
 дирижёр Рене Якобс: Véronique Gens, Patrizia Ciofi, Angelika Kirchschlager, Lorenzo Regazzo, Simon Keenlyside; Concerto Köln; Harmonia Mundi
- L’Orfeo, Монтеверди (2004) роль Плутона. 
 дирижёр Эммануэль Хайм: Natalie Dessay, Ian Bostridge, Patrizia Ciofi, Alice Coote, Sonia Prina, Mario Luperi, Veronique Gens, Lorenzo Regazzo; Le Concert d’Astree; Virgin Veritas
- Chante Venise, Майр, Россини, Буццолла, Хан (2003) сольный альбом. Lorenzo Regazzo; Dimitri Romano, фортепиано; Forlane
- La Contadina, Хасс (2002) роль Дона Табаррано.
 дирижёр А. Кремонези: Lorenzo Regazzo, Graciela Oddone; Ensemble Arcadia; Megaphon Importservice
- L’Orione, Кавалли (2001, живая запись) роль Филотеро. 
 дирижёр Андреа Маркон: Francesc Garrigosa, Laura Polverelli, Lorenzo Regazzo; Mondo Musica
- La Gondola, Буццолла (2000) сольный альбом. Lorenzo Regazzo; Dimitri Romano, фортепиано; Rivo Alto
- Una cosa rara, Мартин И Солер (1999, живая запись) роль Лубино.
 дирижёр Д. Андретта: Cinzia Forte, Luigi Petroni, Luca Dordolo, Lorenzo Regazzo; La Fenice Theatre Orchestra; Mondo Musica
- L’inganno felice, Россини (1999, живая запись) роль Батоне.
 дирижёр Д. Андретта: Carmela Remigio, Lorenzo Regazzo, Luigi Petroni, Paolo Rumetz, Roberto Scaltriti; La Fenice Theatre Orchestra; Mondo Musica
- Due Messe «Catanesi», Беллини (2008, живая запись, Помпеи 1998). 
 дирижёр Маурицио Чампи: Cinzia Forte, Paoletta Marrocu, Stefano Ferrari, Lorenzo Regazzo; Accademia i Filarmonici; Nuova Era'
- La Gazza Ladra, Россини (1998, живая запись) роль Подеста.
 дирижёр Д. Андретта: Andrea Cortese, Enrico Cossutta, Franco Vassallo, Giovanni Andreoli; La Fenice Theatre Orchestra; Mondo Musica
- L’Inganno Felice, Россини (1997, CD) роль Ормондо. 
 дирижёр Марк Минковский: Annick Massis, Raul Gimenez, Rodney Gilfry, Pietro Spagnoli, Lorenzo Regazzo; Le Concert des Tuileries; Erato

### DVD
- Le Nozze di Figaro, Моцарт, 2006, роль Фигаро. 
дирижёр Сильвен Камбрелен: Peter Mattei, Christiane Oelze, Lorenzo Regazzo, Christine Schäfer, Heidi Grant Murphy; Opus Arte
- Don Giovanni, Моцарт, 2006, роль Лепорелло. 
 дирижёр Виктор Пабло Перес: Carlos Alvarez, Lorenzo Regazzo, Maria Bayo, Sonia Ganassi, Jose Bros; Opus Arte
- Maometto II, Россини, 2005, роль Магомета. 
 дирижёр Клаудио Шимоне: Lorenzo Regazzo, Carmen Giannatasio, Maxim Mironov, Annarita Gemmabella; La Fenice Theatre Orchestra; Dynamic
- Don Giovanni, Моцарт, 1999, роль Мазетто.
 дирижёр Рикардо Мути: Alvarez, Pieczonka, Antonacci, Kirchschlager, d’Arcangelo, Schade, Regazzo, Selig; Vienna Philharmonic; TDK